# Fly Geyser
De Fly Geyser is een geiser gelegen op de hoogvlakte naast de Black Rock Desert, in het noordwesten van Nevada (VS).
De Fly Geyser spuit uit drie monden en wordt omringd door een terrassencomplex van travertijn (calciumcarbonaat, CaCO3) dat plassen warm water vasthoudt. De geiser heeft drie zulke terrassen van mineraalsteen opgebouwd, waar onafgebroken heet water overheen loopt. Sommige poelen zijn kunstmatig vergroot, zodat het water voldoende afkoelt om erin te kunnen zwemmen.
Ondanks de hoge ligging (op 1300 m) ontvangt het gebied rond de Fly Geyser nog geen 300 mm regen per jaar, maar uit omringende bergen stromen beekjes omlaag en dat is voldoende om hier een grondwaterlens in stand te houden. In de aangrenzende Black Rock Desert lag in het laatste glaciaal een groot meer, ooit 22.420 km² in oppervlak. Onder de lacustriene sedimenten liggen basaltlava's uit het Pleistoceen; de bijbehorende magmakamer of batholiet moet op geringe diepte aanwezig zijn, anders kon de geiser, die alleen kan bestaan als er een warmtebron is, niet daar liggen.